# سلمان الحزم
سلمان الحزم (بالإنجليزية: Salman AlHazm)‏؛ هي مدرعة عسكرية سعودية ناقلة للجنود عالية الأداء تنافس هامفي الأمريكية، حضرت المدرعة في معرض القوات المسلحة ولفتت الأنظار بشكلها ومواصفاتها وقوتها الجبارة وبمستوى حماية عالية جدا. المدرعة قادرة على أن تقوم بمهام هجومية ودفاعية بالإضافة لمهام تكتيكية وتستطيع حمل وحماية قصوى لثمانية جنود.